# CPA コンシェルジュ
CPA CONCIERGE PTE LTD（シーピーエー コンシェルジュ）は、シンガポールのクラークキーにオフィスを構える日本人が運営する会計事務所である。設立日は2014年2月11日、資本金は140,000SGD、代表者は萱場玄。

## 概説
代表である萱場玄が、2014年にシンガポールにて設立した。主に日系クライアントに対してシンガポールにおける事業展開のサポートをしている。事業内容としては、主に会計サポート、カンパニーセクレタリー業務、人事労務・ビザのサポートである。2019年には、CPAコンシェルジュ社としてSingapore Enterprise 500のブロンズ賞を受賞した。

## 会社名の由来
CPA（公認会計士）という専門家であると同時に、クライアントの要望にできる限り応えるたいという思いから、「ご依頼内容を問わずなんでもお手伝いしますというコンセプトのコンシェルジュサービス」という思いが込められている。

## 設立経緯
シンガポールは東南アジアにおいて良いビジネス環境といわれるものの、会計系事務所も含めて実は個々のサービスレベルはそれほど高いわけではないのが現実である。日本とシンガポールの間に文化や言語、商習慣の違いにより、不平不満がありながら「東南アジアだからこういうもの。仕方ない。」ということで諦めている場合も多いという。そこで、現地での法人設立や会計税務等の事務代行はもちろんのこと、クライアントがシンガポールで事業展開するにあたり必要となる様々なサポートを「高品質かつ適正価格」にて提供したいと考えた。日系企業の事業展開を支援するとともにシンガポールにおけるサービス業界の品質底上げを図り、ひいては日本及びシンガポールの両国経済に貢献することを目的として事業を推進している。金融機関やファンド関連業務、国際税務に従事している中で、アジアのお金の流れの多くがシンガポールを経由していると実感し、世界の流れを見ても、アジア経済は今後更に活発になり、その中心がシンガポールだという認識が自然と強まったからだという。

## 拠点
- 本社　シンガポール

## 東京のパートナー事務所
- Jグローバルコンサルティング株式会社｜中川利海税理士事務所[5]

### 子会社
- FACTOLIER PTE LTD

## 提供サービス
- シンガポールにおける会計サポート
- シンガポールへの進出・撤退サポート
- 独立・起業サポート
- カンパニーセクレタリー業務
- 人事労務・ビザサポート
- 法人税、GST、個人所得税サポート
- クラウド会計ソフトXeroコミュニティサイトの運営[6]

## 社風
一人一人が会計人として当事者意識を持って仕事に取り組んでいる。専門領域の学習を怠ることなく、ビジネスパーソンとしてクライアントに向き合い価値を提供している。

## 著書
- 2019年1月、ビジネスパーソンのためのシンガポール入門〜kindle版〜